# تورزا، استان لهستان کوچک
تورزا، استان لسر مجارستان (به لاتین: Turza, Lesser Poland Voivodeship) یک منطقهٔ مسکونی در لهستان است که در Gmina Rzepiennik Strzyżewski واقع شده‌است.

## خصوصیات
تورزا ۱٬۱۰۰ نفر جمعیت دارد.